# 보네르 축구 국가대표팀
보네르 축구 국가대표팀(네덜란드어: Bonairiaans voetbalelftal)은 보네르섬을 대표하는 축구 국가대표팀으로 보네르섬 축구 연맹에서 관리한다. FIFA 회원국이 아니므로 FIFA 월드컵 출전은 불가능하지만 2013년 4월 19일 북중미카리브 축구 연맹의 회원이 되면서 CONCACAF 골드컵과 연맹에서 주관하는 대회에는 출전이 가능해졌으며 같은 해 11월 15일 수리남과의 친선 경기에서 국제 경기 데뷔전을 가졌다.

## 국제 대회 경력

### CONCACAF 네이션스리그

#### 2019-20년 리그 C
2019-20년 CONCACAF 네이션스리그 예선 26위로 리그 C에 편입된 보네르는 영국령 버진아일랜드, 바하마와 함께 B조에 배정된 이후 4경기 2승 1무 1패·조 2위로 네이션스리그 첫 시즌을 마쳤다.

#### 2022-23년 리그 C
2022-23 시즌 리그 C에서는 신트마르턴, 미국령 버진아일랜드, 터크스 케이커스 제도와 A조에 편성되어 6경기 3승 1무 2패·조 2위의 성적을 거두었다.

#### 2023-24년 리그 C
2023-24 시즌 리그 C에서는 앵귈라, 생마르탱과 함께 A조에 편성되어 4경기 2승 2패·조 2위로 시즌을 마무리했다.

## 기타 국제 대회 경력
2011년 ABCS 국제 축구 대회 1라운드에서 퀴라소를 3-1로 물리쳤고 아루바와의 결승에서는 승부차기에서 4-3으로 승리를 거두며 보네르 축구 역사상 첫 국제 대회 우승컵을 들어올렸다.

## CONCACAF 골드컵 기록
- 2015년 - 예선 탈락
- 2017년 - 불참
- 2019년 ~ 2021년 - 예선 탈락

## 같이 보기
- 네덜란드령 안틸레스 축구 국가대표팀